# 叶挺
叶挺（1896年9月10日—1946年4月8日），原名叶为询，字希夷，广东惠州府歸善縣客家人，为北伐名将，亦為中國人民解放軍創始人之一。八一南昌起义前敌总指挥，新四军军长。叶挺先后在广东陆军小学、武昌陆军第二预备学校和保定陆军军官学校毕业，后参加建国粤军，参与粤桂战争，任工兵营副营长。1921年，调任孙中山之建国陆海军大元帅府警卫团第二营营长。1924年，他加入中国共产党。1925年起，他历任国民革命军第四军参谋处处长、第十二師第三十四團團長、叶挺独立团团长，参加北伐战争；之后担任第二十五师副师长，第十一军第二十四师师长。1927年，叶挺参与指挥南昌起义和广州起义，但之后因在党内受到不公正待遇脱离中共，流亡莫斯科。抗日战争爆发后葉挺曾任新四军军长，皖南事变时被俘。1946年，叶挺获释后重新加入中共，随后因飞机失事遇难。

## 早期生涯
1896年9月10日（清光绪二十二年八月初四:2），叶为询出生于广东惠州府歸善縣淡水镇（今淡水街道）周田村。叶为询的祖先从河南叶县南迁，经程乡、兴宁辗转至此:1。叶为询祖父为叶汉初，善于医术:4；父亲为叶锡三，早年曾漂洋过海到马来西亚，给当地的种植园主打工，也因此学到一手种植热带水果的技术。回到故里后，叶锡三除了租佃地主的11亩农田，还栽培果树维持生计:4；母亲为吴氏。叶为询在家中排行第八:3。
叶为询年少时随父亲在家务农，为人活泼好动。六岁时，被送到家庭附近的腾云学堂学习:9。1911年，叶为询到惠州府立蚕业学校学习；临行前，他的老师陈敬如建议他改名叶挺:19。受当年黄花岗起义影响，叶挺带头剪除发辫，为此受到学校开除处分:4。此后，又进入惠州中学堂学习:23。辛亥革命后，叶锡三为了令叶挺安分，让叶挺与比他大两岁的黄春结婚:27。

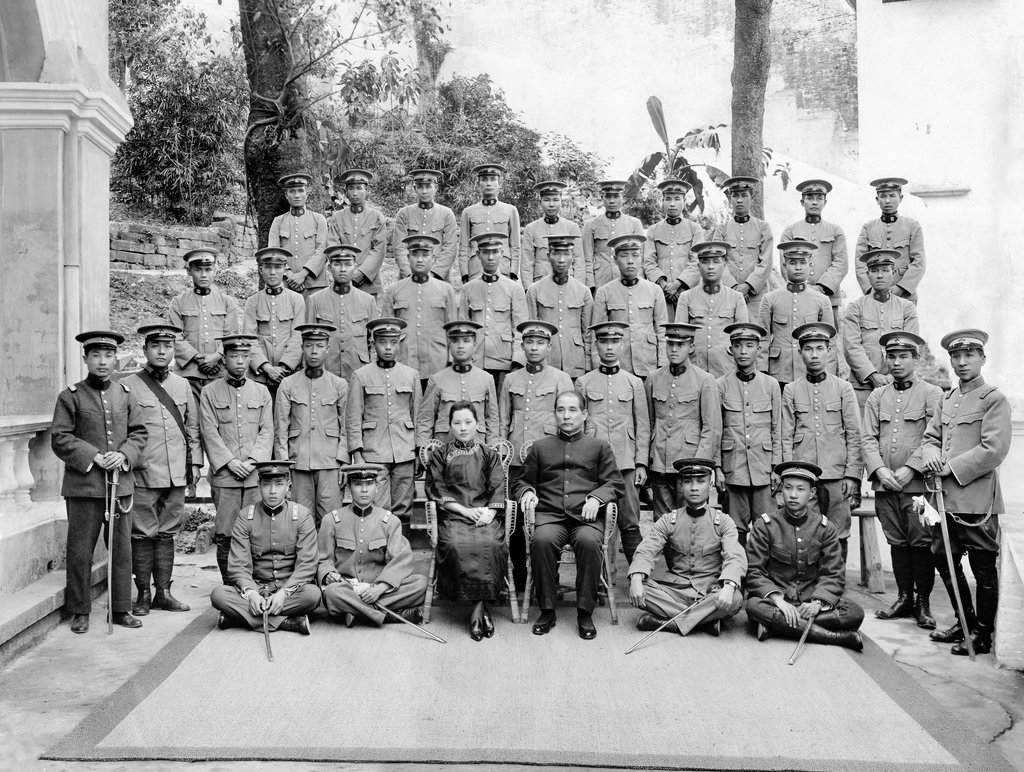
1922年，孙中山、宋庆龄在广州与总统府卫队官兵合影。前排坐者右一为叶挺，左一为薛岳，左二为张发奎。

1912年，叶挺考入广东陆军小学学习:31。1914年12月，叶挺结束陆军小学学业后，北上湖北，到湖北陆军第二预备学校（陆军中学）攻读军事知识。1916年底，叶挺以优等生资格，被保送入保定陆军军官学校。在此期间，他阅读了《新青年》等书刊，接触了大量新思想:34。他曾给《新青年》杂志写信，提出“道德根本之基”在于觉悟，并表述其「振污世，起衰溺」的理想。1918年，他从保定陆军军官学校毕业。他本决定赴欧洲留学，但因为没有筹措到资金而作罢:43。此时，桂系军阀陆荣廷欲委任叶挺为惠阳县县长。但被叶挺拒绝:5。1919年，经辛亥革命元老、孙中山粤军总司令部参议何子渊（何贯中长兄）引荐，叶挺追随孙中山革命，在福建漳州加入建国粤军，并加入中国国民党:46-49。
1920年，孙中山命令建国粤军攻打桂系军阀莫荣新。黄皮径戰役中，叶挺一举击溃了四倍于己的敌人，声名大振。同年十月就任工兵营副营长。1921年，调任孙中山之建国陆海军大元帅府警卫团第二营营长。1922年6月，粤军总司令陈炯明的部队炮轰总统府，叶挺奉命守卫总统府前院，掩护孙夫人宋庆龄脱险:55。1924年，叶挺到苏联东方劳动者共产主义大学学习:66。期间，叶挺加入中国共产主义青年团，接受了马克思主义。同年12月，经王若飞、王一飞介绍，中共旅莫支部决定接受叶挺为中国共产党候补党员。1925年2月，叶挺转入红色教授学院中国班学习军事:5-6。

## 国民革命与北伐战争
1925年9月，叶挺回国任国民革命军第四军参谋处处长，随後改任第四軍第十二師第三十四團團長。叶挺到任后，举荐周士第担任团参谋长:50。他制订了干部训练和新兵训练计划，对部队实行严格的“四操”、“三讲”制度:6。叶挺尤为重视政治教育，在部队中开展反打骂、反贪污的活动，提高了部队素质:78-83:7。1926年1月中旬，叶挺參加國民革命軍進擊海南島的行動。由於第四軍軍長李濟深於五月電令第四軍第十二師參加北伐，並命令張發奎派葉挺的第三十四團先行開撥，因此第四军將三十四團改編為第四军独立团，向湖南開撥:38。
1926年5月，叶挺率部北伐，担任先遣队，从肇庆、新会出发，向湖南前线挺进，讨伐吴佩孚:38。6月5日，独立团经过两天的战斗，攻占湖南攸县城，7月3日，從海南趕來的獨立團所屬第四軍第十二師師部及三十五、三十六團與其在攸縣會合成完整的十二師，7月20日攻占浏阳。8月，攻占湖北咸宁汀泗桥，在此战役中，叶挺独立团被充作预备队:62。在正面强攻汀泗桥不克的情况下，叶挺侦察到通往汀泗桥后方的一条小路；随后第四军副军长陈可钰命令叶挺由小路偷袭吴佩孚军后方，取得胜利。随后，独立团连克桃林铺、印斗山等地。
8月30日，国民革命军第四军、第七军与吴军展开激战，叶挺独立团首先攻入吴军阵地，其他各部随即扩大战果，占领贺胜桥:134。9月，叶挺率部围困武昌。在武昌作战中，叶挺指挥了整个爆破城墙的进程:66。叶挺独立团损失惨重，一营营长曹渊战死。10月10日，率部攻入武昌:150。叶因此被誉为“北伐名将”，第四军也被称为“铁军”，此时，第四军军长为张发奎:68。
1927年1月，国民政府从广州迁到武汉办公，国民革命军进行了扩编或改编，叶挺被任命为第二十五师副师长，第十一军第二十四师师长。1927年5月，寧漢分裂；13日，独立第十四师师长夏斗寅发表讨共通电，趁武汉政府军队北伐河南之际，攻打國民黨左派控制的武漢。叶挺率部迎击，很快擊潰夏斗寅:173。6月，叶挺兼任第十一军副军长:82。

## 武装起义和退出共产党

1939年，部分参加南昌起义的新四军将领的合影。右起：陈毅、周子昆、宋裕和、粟裕、李一氓、叶挺；右八袁国平、右九朱克靖

1927年7月15日，武漢國民政府進行分共，令其與中共的矛盾升溫。7月19日，中共及共青團對國民黨及汪精衞續行攻擊。26日，國民黨採取嚴厲措施，免去各機關中的中共黨員職務，这致使中共决定组建自己武装。1927年8月1日，叶挺与周恩来、贺龙、朱德、刘伯承等领导南昌起义，經過四個多小時的激戰，佔領了全城，公佈了《八一起義宣言》、《八一起義宣傳大綱》:192。叶挺任代理前敌总指挥兼第十一军军长。國民政府方面則馬上調集軍隊包圍了南昌。8月3日，中共部隊按计划撤离南昌。8月7日，張發奎率第四軍入南昌，接著追擊中共部隊:98。而中共方面，蔣光鼐、蔡廷鍇師在南進廣東途中脫離了部隊:200。又因天氣暑熱，長途行軍，且未鼓動群眾，後勤工作不佳，沿途逃亡的士兵很多。南下中共部隊在途中遭粵軍和中央軍夾擊。在部隊到達廣東大埔县三河壩後，周恩來決定主力南下进击潮汕地區，企圖獲得蘇聯共產國際海運的援助。留朱德率第25師堅守三河壩。9月23日至10月2日，南下中共部隊到達汕頭。於潮安汕頭戰鬥及揭陽戰鬥過程中，一度攻占潮汕，但最终於湯坑受到大敗:210。在寡不敌众而遭失败的情况下，叶挺等护送病中的周恩来转移到了香港:217。
1927年12月11日:226，叶挺从香港回到广州领导广州起义，出任工农红军总司令。广州起义后，叶挺主张立即将起义部队撤出广州，但是遭到了共产国际代表德国人海因茨·纽曼斥责:232。12日，張發奎調各地軍隊反攻。下午，张太雷和纽曼乘车赴观音山指挥，途中遭民团伏击，张太雷中弹身亡。这时，张发奎部队陆续抵达广州，从四面攻入市内。于是在广州发生激烈的巷战:109。12月13日，张发奎部队夺回广州，中共軍隊撤離廣州，叶挺化装逃到香港:235。1928年1月17日，叶挺受到留党察看半年的处分:239。
1928年广州起义失败后经香港、马来西亚、日本至苏联参加中共六大，然而先后受到李立三、王明的无端指责；共产国际也认为叶挺动摇，并不允许叶挺到东方大学作报告。叶挺因此决定退出共产党，流亡德国，以翻译德文文章为生，成为素食主义者:248。在此期间，叶挺加入由国民党左派邓演达、陈友仁、宋庆龄发起组织的“第三党”。1930年春，周恩来来到柏林，与叶挺进行长谈，告诉他干革命不能考虑自我；旅居德国的廖承志等人也不断鼓励叶挺。其后，叶挺开始集中精力研究军事问题，并攻读军事工程学和军事化学，学会了制造地雷等技术:14。
1931年奉天事变，日軍侵占滿洲之後，叶挺决定回国。1932年秋，叶挺到澳门隐居:258。1933年11月，叶挺应邀到福州帮助蔡廷锴、蒋光鼐等人在“閩變”（福建事变）后成立的“中华共和国人民革命政府”:266，在此期间，他与中共代表张云逸有了接触。1934年，福建人民政府失败后，他返回澳门；其后，又在香港加入了李济深、陈铭枢等组织的以抗日为主旨的中华民族革命同盟，并担任了该同盟军事委员会委员:14。在此期间，蒋介石曾多次派人邀请叶挺出山，但均遭拒绝:14。1936年西安事变后，叶挺经张发奎引荐面见何应钦，表示愿意努力和平解决事变；但在何应钦的强硬态度下，叶挺不辞而别:165。

## 统率新四军

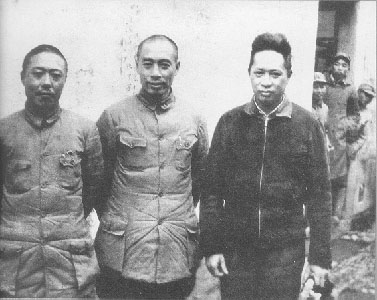
1939年，周恩来（中）与叶挺、项英（左）在皖南新四军军部

1937年，抗日战争爆发后，叶挺在上海见到了周恩来，周恩来希望他领导南方红军游击队开赴抗日战场。叶挺还与陈诚商谈此事，并建议新组建的部队称新四军:281。1937年9月28日，国民政府抢先发表叶挺为国民革命军陆军新编第四军军长的任命。然而中共方面对叶挺曾经脱党一事有所顾忌，要求博古、叶剑英“提出保证”。1937年11月初，叶挺应毛泽东之邀访问延安:285，毛泽东在了解叶挺脱党的经过后，打消了对叶挺的疑虑。叶挺在中央党校举行的欢迎会上发表演讲，对脱党的历史表示内疚与自责。随后，叶挺表示，愿意在中共领导下，以党外人士身份开展工作。
此后，叶挺往来于南京、武汉之间，为新四军争取编制、武器、粮饷:292。经过多方努力，至1938年1月，国民政府正式核定了新四军的编制和月饷。新四军归第三战区指挥，以皖南为根据地开展游击战争。叶挺出任国民革命军新编第四军军长后，被授予国民革命军中将军衔。他的主要任务是与第三战区协调和从国民政府讨要军饷。由于当时叶挺不是中共党员，所有与新四军核心机密有关的中共党委会议都不能参加。他和项英在新四军的一系列战略问题上产生分歧:310，而项英对叶挺的生活习惯也有相当意见。叶挺曾自云“居士不适于当一个大庙子的方丈”。

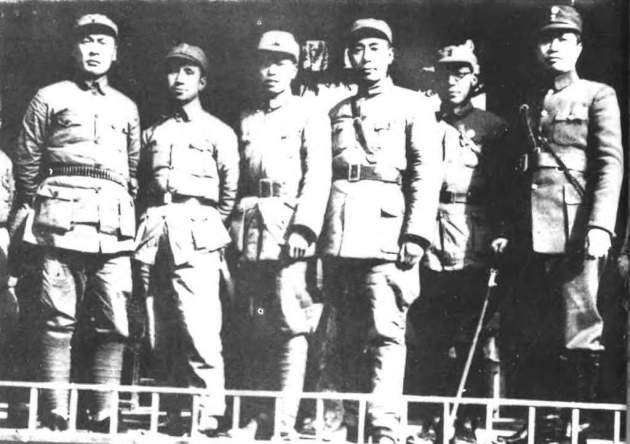
1939年2月，周恩来与部分新四军领导人合影。左起：陈毅、粟裕、傅秋涛、周恩来、朱克靖、叶挺

1938年6月初，叶挺为继续解决新四军的经费问题，来到武汉。他向周恩来、叶剑英等汇报工作，倾诉了自己虽是军长却又有职无权的苦衷，并建议成立一个共同议事的新四军委员会，以解决这一问题。中共中央很快回电同意组织新四军委员会，项为主任，叶为副:317。但新四军委员会但实际上并没有发挥多大作用，叶挺依然没有发言权。自尊心很强的叶挺感到难于忍受，遂致电中共中央长江局，表示准备辞去军长职务。8月28日，王明、周恩来、博古复电表示挽留。9月，项英去武汉述职，随后又由武汉去延安参加中共六届六中全会，叶挺遂离军出走，回到广东老家:319。11月，执掌广东大权的余汉谋任命叶挺为东江游击总指挥，叶挺在中共广东省委的指示下，接受国民党委任，在深圳建立东江游击队总指挥部，进行抗日斗争。:321。然而，国民政府不容许有共产党背景的叶挺在华南发展武装，且欲乘机控制新四军；而中共也认为叶挺留在新四军的作用更大。周恩来随即邀叶挺赴重庆面谈，最终说服叶挺回新四军:325。
1939年2月，周恩来陪同叶挺到达安徽泾县云岭新四军军部，处理新四军领导问题，并提出“向南巩固，向东作战，向北发展”的战略方针:329。1939年3月，叶挺写成了《关于新四军对敌作战说明书》上报国民政府，为国民政府重视:333。1939年5月，叶挺北渡长江，整顿新四军第四支队，组建新四军江北指挥部。期间，他下令处决了新四军第四支队司令员高敬亭:340。其后，他又前往重庆解决新四军编制经费问题。由于先前项英仍未能处理好同叶挺的关系，加之蒋介石拒绝了叶挺的要求，致使叶挺再次提出辞职，随后回到澳门:358。1940年5月，在周恩来劝说下，叶挺由袁国平陪同返回部队:367。1940年10月，叶挺亲率部粉碎了日军对皖南的“扫荡”，得到了蒋介石的致电嘉奖:376-382。

## 皖南事变与囚禁
为狗爬走的洞敞开着，

一个声音高叫着：

爬出来呵，给尔自由！

我渴望着自由，

但也深知到人的躯体那能由狗的洞子爬出！

我只能期待着，那一天

地下的火冲腾，

把这活棺材和我一齐烧掉，

1940年10月19日，何应钦、白崇禧以国民政府军事委员会名义，强令新四军、八路军必须在一个月内全部撤到旧黄河河道以北之冀察两省和晋东北及冀鲁交界地区；中国共产党对此予以严词拒绝，仅答应将皖南新四军撤到长江以北。项英卻仍駐雲嶺，並不按中共中央與国民政府军事委员会所指示的路线北渡移防前进，新四军和国民党军队在有关行军路线、安全措施以及撤离经费和给养问题方面纠缠，未能迅速达成一致:355。
国民政府第三战区最初允许皖南新四军采取东进、再从苏南北渡长江的路线:426。但1940年11月29日，苏北刘少奇指挥八路军新四军发动进攻韩德勤余部的曹甸战役，国民政府方面大为恼怒，转而拒绝皖南新四军东进从苏南渡江的方案，重新命令皖南新四军必须直接北上，从安徽铜陵、繁昌间北渡长江，并延长最后期限至1940年12月31日:427。但中共方面认为国民党规定的直接北渡方案是阴谋，皖南新四军最终坚持走东进再由苏南北渡的路线。12月23日，中共中央軍委命令皖南部隊全部以戰備姿態繞道茂林、三溪、宁國、郎溪到溧陽，然后待机北渡。26日，中共中央又電項英，對他們一再拖延、遲遲不北移提出了批評，要求项英立即撤离。12月28日，項英召開會議，決定遵守中共中央指定的北移路線：向南繞道茂林、三溪、旌德、宁國，迂回天目山到溧陽:365。
1941年1月4日夜晚，新四军军部和皖南部队9000餘人由泾县云岭地区出发，准备分左、中、右三路纵队，经江苏南部向长江以北转移:366-367。5日，部队行至茂林地区时，遭到顾祝同以新四軍「違抗中央移防命令，偷襲圍攻國軍第40師」為由，將新四軍軍隊包围和攻击。6日，顾祝同與上官云相率第三戰區之第32集團軍8万多人，在蒋中正命令下，向新四军发起总攻，並強令“徹底加以肅清”。新四军决定进攻国军包围圈外围阵地星潭，但项英对此犹豫不决，召开的紧急会议持续了七个小时，最终决定原路退回里潭仓:375。
1月9日，项英、周子昆、袁国平等擅自离队出走，后因无法突围而又返回:378-381。11日，中共中央决定，皖南全军由叶挺和饶漱石指挥，解除项英指挥权。12日，石井坑附近阵地纷纷失守，音乐家任光阵亡:386。当晚，新四军开始分批突围:387。1月13日，叶挺率新四军余部退守承流山高地。雙方火線冲突进行了七天七夜，新四军已陷于绝境，叶挺根據東南局副書記饒漱石的意見，致书上官云相，表示愿往上官总部“议和”，14日下午叶挺下山到国军108师师部谈判时被扣押，新四軍政治部主任袁國平於突围時阵亡:388（一说叶挺被52师156团俘虏:437）。同日，新四军茂林阵地完全被占领。全军約9000人，除约2000人在黄火星、傅秋涛率领下突围外，大部被俘、失踪或阵亡。项英、周子昆在突围后被副官刘厚总暗杀。1月17日，蒋介石发布命令，宣布新四军为“叛军”，取消新四军番号，将叶挺交軍事法庭审判。中共中央軍委於1941年1月20日發布重建新四軍軍部的命令，任命陳毅為新四軍代軍長，劉少奇為政治委員，張雲逸為副軍長，賴傳珠為參謀長，鄧子恢為政治部主任。
其后，叶挺被囚禁在上饶李村。1941年底，他被送到重庆关押。叶挺拒绝了蒋介石的劝降，并作《囚歌》以明志。1943年1月，经陈诚安排，叶挺被下放到湖北恩施监禁。6月，《新华日报》社陆诒奉周恩来指示，借参加国民政府组织的鄂西慰问团之机，通过陈诚访问了叶挺，并向叶转达了中共中央和周恩来的问候。8月，叶挺又到桂林面见张发奎，当时叶挺有一定程度自由，张发奎也对叶挺一家给予生活补助:239。10月，叶挺一家又在张发奎的安排下移往柳州。12月，叶挺被送回恩施:240。在这期间，中共在与国民党的历次谈判中，始终将释放叶挺作为重要条件。

## 获释与遇难
抗日战争胜利后，叶挺被秘密押回重庆。1946年3月4日，在多方面的努力下，以在邯郸战役中被俘的国军第十一战区副司令长官马法五为交换条件，叶挺获释。次日，叶挺写信给毛泽东，表达愿意重新加入中国共产党的意愿；3月7日，中共中央复电同意叶挺请求。叶挺参加了国共谈判三人军事会议。4月8日，他乘美军观察组的C-46运输飞机由重庆回延安（機票由廣州行營主任甘麗出提供），飞机在山西兴县黑茶山失事，遇难身亡，同机遇难的有美军飞行员和顾问，还有王若飞、博古、邓发，以及叶挺夫人李秀文、五女儿扬眉和幼子阿九及小保姆。
空难发生后，中共中央决定将遗体从黑茶山运往岚县机场，再转运延安:440，当地民众知道此事后，灵柩过处，群众跪伏道上，拦路吊祭，扶棺痛哭，深致哀悼:445-446。4月17日，中共中央晋绥分局在岚县机场举行了隆重的公祭:447。4月18日，由晋绥边区公安总局局长谭政文等人护送，飞机载着遗体抵达延安，当夜中共中央委员轮流坚持守灵:450。毛泽东在《解放日报》上发表悼词说：“为人民而死，虽死犹荣。”朱德提词：“为全国人民和平民主团结而牺牲。”周恩来写了《“四八”烈士永垂不朽》的悼念文章。
对于此次“四八空难”的失事原因。中共方面对此次空难一直抱有怀疑，派晋绥公安总局顾逸之前往调查。顾逸之在调查处理后，上报书面报告中，既明确了飞机是因云雾浓重、低空飞行导致撞山起火，也排除了人为爆炸的可疑迹象；也提出了对飞行迷失方向和仪表问题等疑点。当时正值国共和谈时期，只能对外宣称是一起意外事故。周恩来后来说，座机失事是因为国民党特务做了手脚。2003年，《档案时空》发表了《叶挺将军座机失事真相揭秘》一文，称时任军统中美合作所特工队长的杜吉堂临终前陈述，当年他受军统组织策划了此次空难。博古之子秦铁、叶挺之子叶正大、王若飞的儿子王兴、邓发的儿子邓北生等人分头核查这篇报道的最原始出处，但都找不到，又通过各种渠道询问，答案都是根本没有“杜吉堂”这个人。秦铁认为这篇文章漏洞百出：其一，国共会谈期间，双方行动都是透明的，博古等人离开重庆，报纸都有公开报道，国民党一些官员还到重庆机场送行，所以所谓国民党特务刺探到了这一条情报，是无稽之谈。其二，驾驶这架C-47的是美国“飞虎队”的飞行员，国民党特务不会有胆量连美国人也一起害。秦铁认为“四八空难”还是场意外。

## 纪念
1946年4月15日，中共中央在延安党校大礼堂举行干部大会，悼念被难烈士，大会推选毛泽东、朱德、刘少奇、任弼时、康生、彭德怀、林伯渠、贺龙、习仲勋、徐向前、蔡畅15人为主席团成员，林伯渠主持悼念活动。博古夫人张越霞、邓发夫人陈慧清、黄齐生孙女黄晓芬等烈士遗属参加了悼念活动。19日，延安各界将举行公祭追悼大会和遗体安放仪式，烈士墓地选择在延安城郊王家坪北侧、清凉山下的飞机场旁，修建烈士陵园；延安《解放日报》编辑悼念“四八”被难烈士专刊:456。
空难后，位于重庆各报纷纷刊登新华社的电讯，报道了叶挺等人空难的消息。重庆《新华日报》刊登中国共产党代表团周恩来、董必武、吴玉章、陆定一、邓颖超联合具名的《讣告》，正式向社会各界报告叶挺等遇难的消息。一时间，重庆中共代表团驻地轮流招待应接不暇的吊唁者。4月19日上午9时，“重庆各界追悼王若飞、博古、叶挺、邓发诸先生大会”在重庆青年馆举行，大会由李公朴主持，张澜主祭:453。
1957年，中共中央从党费中拨出100多万元，将延安东关机场的陵园迁至王家坪。1970年，王家坪因建造延安革命纪念馆，四八烈士陵园再迁至李家村。陵园北靠大山，面对延河。主体建筑为六层石阶陵墓台，排列27位烈士墓碑，最上层为王若飞、博古、叶挺、项英、邓发、张浩、关向应、郑耀南墓碑。1992年，又建纪念塔祭:459。
2017年11月20日，惠州市地名委员会在惠州市人民政府网站发布公告，称为传承和宏扬惠州历史文化、更好地纪念当地历史名人，连接惠城区与惠阳区的惠南大道将会重新命名为叶挺大道。2018年6月15日，经十二届第五十次惠州市人民政府常务会议决定决定，惠南大道上洞路口以南路段正式更名为叶挺大道。

## 著作
- 《囚歌》诗歌1941年
- 《叶挺文选》光明日报出版社2018年

## 家庭
1925年，叶挺与李秀文结婚，兩人育有7子2女。
- 长子叶正大（1927年－2017年）：毕业于苏联莫斯科航空学院飞机制造系，曾任中华人民共和国国防部第六研究院601所副所长、副院长，国防科工委副主任，负责设计组装歼教-6、歼-7、歼-8，1988年授中将军衔[61][62]。
- 二子叶正明（1931年－2003年）：曾任中国人民解放军总装备部科技顾问，中国对外应用技术交流促进会主任[63]。
  - 儿子叶大鹰，中国大陆著名导演[63]。
- 四子叶华明（1935年－2015年）：中华人民共和国第一批地空导弹研制专家，深圳先科集团董事长兼党委书记[63]。
- 长女叶扬眉（1935－1946年），与父母一同死于飞机失事。
- 二女叶剑眉
- 七子叶正光（1939年－2025）
- 八子叶启光（1942年－2002）
- 九子叶阿九（1943年－1946年），与父母一同死于飞机失事。

## 评价
在中国共产党主流史学中，因为叶挺作为南昌起义的主要领导人，为中共建军作出了突出贡献，因此对他的评价非常高。1955年中国人民解放军授衔后，聂荣臻就曾对陈毅称：“要是叶挺还在，你们新四军就会出两个元帅。”1989年11月，叶挺被中共中央军委确定为中国人民解放军军事家之一。2009年9月，叶挺被评为“新中国百位英雄模范人物”之一。
中共领导人对于叶挺的私人评价也相当之高，毛泽东曾在叶挺访问延安时，称叶挺是“共产党的第一任总司令，人民军队的战史要从你写起。”周恩来曾评价说：“十年流亡，五年牢监，虽苍白了你的头发，但更坚强了你的意志；你是人民队伍的创造者。北伐抗战，你为新旧四军立下了解放人民的汗马功劳。”
对于叶挺的批评，主要集中于他在1939年处死新四军第四支队司令高敬亭之事。解放军军事科学院王辅一研究表明，当时新四军四支队属于五战区，新四军总部属于三战区。“对高敬亭的诬告，是廖磊向五战区报告，由五战区向蒋介石报告的，不是由新四军军部和项英上报，也不是经过三战区上报的。”叶挺收到蒋介石的命令后，就执行了对高敬亭的处决。反驳者则称，处死高敬亭是中共内部的事，不能将高案的账算到叶挺个人头上。1939年7月，新四军在皖南云岭召开第一次党代会（当时叶挺仍在江北），会后新四军向中央报告说“在前后十天之中，全体代表……一致拥护中央军委对反党的高敬亭的决定与办法，揭发高之反党的罪恶，指出谁违反党的路线和决定，谁是个人利益高（于）党谁就变成党的罪人。”

## 影视作品
- 《叶挺将军》